# Robert Gamble
Robert David Gamble (ur. 9 marca 1937, zm. 17 listopada 2020) – amerykański duchowny anglikański, należący do Kościoła Episkopalnego w USA (ECUSA), od 1991 mieszkający i działający w Polsce.

## Życiorys
Prawnuk Jamesa Gamble’a, założyciela firmy Procter&Gamble.
Z Polską był związany od 1958, gdy uczestniczył w wycieczce studenckiej za „żelazną kurtynę”. Od 1984 zaangażował się w rozwój w Polsce ruchu Anonimowych Alkoholików. Był m.in. współorganizatorem pierwszego w Polsce zjazdu AA, który odbył się w Poznaniu. 
Od 1991 do 1998 prowadził w Poznaniu rozgłośnię radiową „Radio Obywatelskie”, której był właścicielem i sponsorem. Założyciel wydawnictwa „Media Rodzina”, które zasłynęło m.in. wydawaniem w Polsce cyklu powieści o Harrym Potterze. 
Organizator corocznych „Wigilii pod Rondem”, przeznaczonych dla wszystkich poznanian, którzy nie mają z kim spędzić wigilijnego wieczoru. Laureat wielu nagród przyznawanych za działalność na polu społecznym, m.in. w 2016 poznańska rada miasta przyznała mu tytuł "Zasłużonego dla Miasta Poznania". W 1999 prezydent Aleksander Kwaśniewski odznaczył go Krzyżem Oficerskim Orderu Zasługi Rzeczypospolitej Polskiej. W 2021 pośmiertnie odznaczony Krzyżem Wielkim tego orderu.
W latach 2005–2014 pełnił funkcję kapelana warszawskiej parafii Kościoła Anglikańskiego w Polsce. Od 2014 pełnił honorową funkcję tytularnego proboszcza tego Kościoła (w Kościele Anglikańskim tytuł nie istnieje, ale został nadany w uznaniu zasług przez biskupa Gibraltaru).